# Феликс III (II)
Фе́ликс III (II) (лат. Felix PP. III (II); ? — 1 марта 492) — папа римский с 13 марта 483 года по 1 марта 492 года. Происходил из знатной римской фамилии Анициев, впоследствии давшей Католической церкви также Григория Великого. Феликс конфликтовал с представителями восточных церквей, отстаивая решения Халкидонского собора, которые отрицались монофизитами. В частности, отлучил от церкви патриархов Петра II Антиохийского и Петра III Александрийского (Монга).

## Биография
Феликс родился в знатной римской семье Анициев и был сыном священника. Есть сведения, что перед получением духовного сана он был женат и имел сына, Гордия. Его внуком, таким образом, был будущий папа Агапит I, который в свою очередь был дедом папы Григория I Великого.
В некоторых источниках Феликс имеет порядковый номер III, хотя на самом деле папы Феликса II до него не существовало: так звали антипапу в 355—357 годах.
Избрание Феликса изначально было сопряжено с нарушением канона — оно должно было проводиться с учётом мнения народа Рима и с императорского разрешения. Однако титул императора Запада был упразднён, и король Италии Одоакр потребовал себе это право. Он послал в Рим Цецину Василия, который предъявил декрет, подписанный покойным папой Симплицием, который предписывал проводить избрание папы с учётом рекомендаций главы светской власти. Никто не возражал против декрета, и консультации закончились избранием Феликса 13 марта 483 года.

## Акакианская схизма
Когда папе Феликсу стало известно о возведении при поддержке константинопольского патриарха Акакия на александрийскую кафедру монофизита Петра Монга, папа направил своих легатов в Константинополь с посланием к императору в отношении действий патриарха Акакия, но легаты были арестованы и под давлением властей согласились служить вместе с Акакием в момент внесения в диптихи имени монофизита Петра Монга. Об этом монахами-акимитами было донесено в Рим. Папа воспринял действия Акакия как измену халкидонскому вероучению и 22 июля 484 года собрал в Риме собор из 77 епископов и низложил патриарха Акакия:

Ты лишён священства, отлучён от кафолического общения и от числа верных. Ты не имеешь больше права ни на имя иерарха, ни на священные действия. Таково осуждение, которое налагается на тебя судом Духа Святого и властию апостольскою, носителями каковой мы являемся.
— Отлучительное послание папы Феликса III
Отлучительное письмо папы было тайно доставлено в Константинополь, и один из монахов-акимитов смог приколоть его копию к омофору патриарха за богослужением в соборе Святой Софии. Опираясь на императора, Акакий проигнорировал отлучение. После этого имя папы Феликса было вычеркнуто из диптихов и начался 35-летний разрыв между Западной и Восточной церквями — акакианская схизма.

## Арианская ересь
В Африке вандалы Гейзерих и его сын Хунерих преследовали церковь в течение более чем 50 лет, и многие католики были вынуждены покинуть регион. Когда мир был восстановлен, многие из тех, кто из-за страха впал в ересь и принял арианство, пожелали вернуться в лоно официальной Церкви. Они обратились к Феликсу, который созвал синод в 487 году и направил письмо к епископам Африки, в котором излагал условия, при которых они могли бы быть вернуться в официальную католическую веру.
Феликс умер в 492 году, после 8 лет, 11 месяцев и 23 дней своего правления. Он был похоронен в семейной гробнице в базилике Сан-Паоло-фуори-ле-Мура.
Почитание Феликса III проходит 1 марта. Римский мартиролог 1576 года писал о нём так:
"1 марта - В Риме, на улице Сан-Паоло, скончался Святой Феликс III, папа, который был предком папы Григория Великого".